# Истрорумънски език
Истрорумънският език (Vlășește, Rumârește, Rumêri-kuvinta) е език от източнороманската подгрупа на романската група от индоевропейското езиково семейство.
Говори се от няколкостотин души в група села на полуостров Истрия в Северозападна Хърватия.